# Slättåkra-Kvibille församling
Slättåkra-Kvibille församling tillhör Göteborgs stift och Halmstads och Laholms kontrakt i Halmstads kommun. Församlingen ingår i Getinge-Oskarströms pastorat.

## Administrativ historik
Församlingen bildades 2008 genom sammanslagning av Slättåkra och Kvibille församlingar och den sammanslagna församlingen bildade då till 2014 ett eget pastorat. Från 2014 ingår församlingen i Getinge-Oskarströms pastorat.

## Kyrkor
- Kvibille kyrka
- Slättåkra kyrka